# گروه آرئی‌وی
گروه آرئی‌وی (انگلیسی: REV Group) شرکت خودروسازی آمریکایی است، که در سال ۲۰۱۰ تأسیس شد.